# Eustrotia albifascia
Eustrotia albifascia là một loài bướm đêm trong họ Noctuidae.